# بول جانيك
بول جانيك (بالبولندية: Paweł Janik)‏ هو لاعب كرة قدم بولندي في مركز الوسط، ولد في 4 أبريل 1949 في غدانسك في بولندا. شارك مع منتخب بولندا لكرة القدم. أما مع النوادي، فقد لعب مع Polonia Bytom ‏.

## وصلات خارجية
- بول جانيك على موقع قاعدة بيانات كرة القدم.إي يو (الإنجليزية)
- بول جانيك على موقع ناشيونال فوتبول تيمز (الإنجليزية)